# Acordos de Lusaca
Os Acordos de Lusaca foram assinados no dia 7 de setembro de 1974, em Lusaca (Zâmbia), entre o Estado Português e a Frente de Libertação de Moçambique (FRELIMO), movimento nacionalista que desencadeou a Luta Armada de Libertação Nacional, com o objectivo de conquistar a independência de Moçambique.
Nestes acordos o Estado Português reconheceu formalmente o direito do povo de Moçambique à independência e, em consequência, acordou com a FRELIMO o princípio da transferência de poderes, ou seja, transferência da soberania que detinha sobre o território de Moçambique (Cláusula 1). No âmbito dos mesmos acordos foi igualmente estabelecido que a independência completa de Moçambique seria solenemente proclamada no dia 25 de junho de 1975, data que coincidiria, propositadamente, com o aniversário da fundação da FRELIMO (Cláusula 2).
Além dos princípios já enunciados (o da independência e o da transferência de poderes), os Acordos de Lusaca estabeleceram, relativamente ao território de Moçambique, o regime jurídico que vigoraria durante o período de transição para a independência (período a iniciar com a assinatura dos acordos e a terminar com a proclamação da independência de Moçambique, Cláusula 3). Tal regime consistiu, essencialmente, numa bipartição de poderes sobre o território, tendo-se confiado a soberania ao Estado português, representado por um Alto-comissário (Cláusula 4) e o governo ou administração à FRELIMO, a quem foi reconhecida a prerrogativa de designar não só o primeiro-ministro como também dois terços dos ministros do Governo de Transição (cláusulas 6 e 7).